# Hotel Principe di Savoia
L'Hotel Principe di Savoia, conosciuto più semplicemente come Principe, nel centro di Milano è uno storico albergo milanese che si affaccia sui giardini di piazza della Repubblica. Inaugurato nel 1896 come Hotel du Nord et des Anglais, con lo slogan “perfettamente posizionato a meno di dieci minuti in carrozza dal famoso Teatro alla Scala", mercoledì 6 aprile 1927 ha cambiato nome in Hotel Principe di Savoia, ristrutturato secondo il progetto dell'architetto Cesare Tenca nell'allora piazza Fiume; successivamente ampliato nel '56 e '57 con l'aggiunta di due ali, l'albergo si sviluppa su un totale di dieci piani.
L'ingresso ha una struttura esterna in ferro battuto e vetrate, che si estende in verande laterali lungo tutta la facciata e che evoca l'architettura della galleria Vittorio Emanuele. Il vasto piazzale antistante l'ingresso è circondato da giardini all'italiana, con alberi e aiuole fiorite. Fa parte dei Locali storici d'Italia.

## Storia

L'albergo Hotel Principe di Savoia all'inizio del XX secolo, quando si chiamava ancora Hotel du Nord et des Anglais

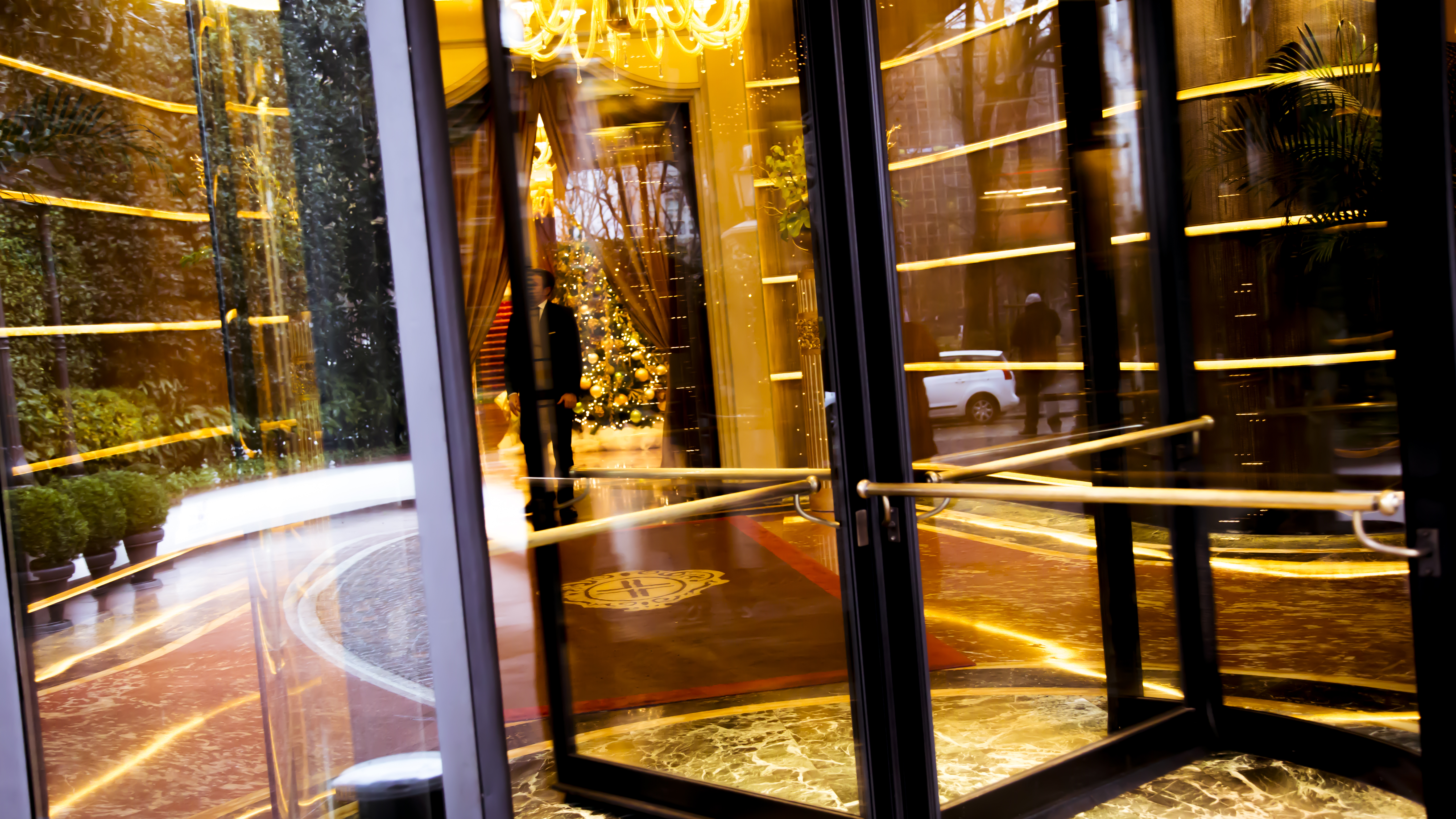
Ingresso dell'Hotel Principe di Savoia

L'albergo fu battezzato inizialmente con il nome di Hotel du Nord et des Anglais. Al momento della sua progettazione e costruzione, l'albergo era posizionato sulla piazza della vecchia stazione centrale. La scelta del luogo obbediva a un criterio ragionato in cui entrava una discreta presenza del verde, la vicinanza della stazione ferroviaria, la facilità e i tempi brevi in cui si poteva raggiungere il centro, ma anche la prossimità delle aree produttive: i primi destinatari della struttura erano infatti gli uomini d'affari.
Nelle stanze dell'hotel il 18 dicembre 1899 nacque il Milan Football & Cricket Club grazie all'iniziativa di un gruppo di inglesi e italiani, tra i quali Alfred Edwards, il primo presidente, Edward Nathan Berra, il vicepresidente e capitano della squadra di cricket, il segretario Samuel Richard Davies. Fra i soci fondatori si ricordano David Allison (capitano della squadra), Daniele Angeloni, Giannino Camperio, Antonio Dubini, Guido Valerio e Herbert Kilpin.
Negli anni prima e dopo la seconda guerra mondiale furono ospiti dell'albergo il duca di Windsor, Erich Maria Remarque, Charlie Chaplin, Joséphine Baker, l'Aga Khan, Aristotele Onassis, Evita Perón, Maria Callas, Tyrone Power.
Il 2 ottobre 1950 qui venne presentata per la prima volta l'Alfa Romeo 1900.
Due nuove ali, chiamate  "Principe rosso" e "Metallico", furono aperte tra il 1956 e il 1957, mentre nella Milano della ricostruzione, a cavallo degli anni cinquanta, si riedificava, dall'altra parte della piazza, l'hotel Palace, il cui vecchio edificio, datato primi anni del secolo, era stato completamente distrutto dalle bombe nell'agosto 1943.
Nel 2003 l'hotel fu acquisito dalla Dorchester Collection, compagnia con sede a Londra interamente controllata dalla Brunei Investment Agency. La posizione predominante del Principe di Savoia è stata confermata da ampi lavori di ristrutturazione delle camere, delle suite, del bar e della lobby; dalla creazione del business center e del centro fitness più alto della città, con vista sulla skyline di Milano.
L'hotel ha ospitato molte star internazionali tra cui Paolo Rossi, Michael Jackson, Madonna, Ronaldo con Susana Werner, Marco Branca, la regina Elisabetta II del Regno Unito con il principe consorte Filippo di Edimburgo, The Rolling Stones, Amy Winehouse, Anastacia, David Beckham con Victoria Beckham, Leona Lewis, George Clooney con Elisabetta Canalis, Ana Hickmann, gli One Direction, Demi Lovato, Lady Gaga, Selena Gomez il duo hip hop Macklemore & Ryan Lewis, Geoffrey Kondogbia, Aurelio De Laurentiis, 50 Cent, Eminem, Wilbur Smith,  Ianis Zicu